# Une voix inespérée
Pour plus de détails, voir Fiche technique et Distribution.
Une voix inespérée (Unsung Hero) est un film américain réalisé par Richard Ramsey et Joel Smallbone et sorti en 2024. Il s’agit d'un film biographique sur la chanteuse Rebecca St. James et de ses frères chanteurs Joel et Luke Smallbone.

## Synopsis
En 1991, David Smallbone, un promoteur de concerts d’artistes de musique chrétienne contemporaine, a une vie confortable à Sydney, en Australie. Une récession lui fait perdre ses économies et le pousse à déménager sa famille pour représenter un artiste à Nashville (Tennessee), aux États-Unis. Une fois sur place, la promesse de collaboration est annulée. Après avoir été réticent en raison de ses déceptions du milieu musical, il écoute sa femme et essaie d’obtenir un contrat chez un label pour sa fille Rebecca dont les talents vocaux sont reconnus par des amis.

## Fiche technique
Sauf indication contraire, les informations mentionnées dans cette section peuvent être confirmées par la base de données cinématographiques IMDb,  présente dans la section « Liens externes ».
- Titre original : Unsung Hero
- Réalisation et scénario : Richard Ramsey et Joel Smallbone
- Musique : Brent McCorkle
- Production : Josh Walsh, Luke Smallbone, Justin Tolley, Joel Smallbone
- Société de production : Kingdom Story Company
- Sociétés de distribution : Lionsgate
- Pays de production :  États-Unis
- Langue originale : anglais
- Format : couleur
- Genres : biographie, drame
- Dates de sortie:
  - États-Unis : 26 avril 2024

## Distribution
- Daisy Betts : Helen Smallbone
- Joel Smallbone : David Smallbone
- Kirrilee Berger : Rebecca Smallbone
- Jonathan Jackson : Eddie DeGarmo
- Lucas Black : Jed Albright
- Candace Cameron Bure : Kay Albright
- Terry O'Quinn : James
- Hillary Scott : Luanne Meece
- Diesel La Torraca : Joel Smallbone
- J. J. Pantano : Luke Smallbone
- Rebecca St. James : l'hôtesse de l'air
- Lance E. Nichols : Art Meriweather
- Rachel Hendrix : Amy Grant
- Roslyn Gentle : « Nana » Jean Francis
- Don Most : Pierce
- Beau Wirick : Matt

## Accueil
Sur Metacritic, le film a obtenu une moyenne de 46 sur 100 de la presse. Sur Rotten Tomatoes, le film a obtenu une moyenne de 61 % de la presse et de 99 % de l’audience.
Le film récolte 21,2 millions de dollars au box-office mondial, pour un budget de 6 millions de dollars.

## Récompense
| Année | Prix       | Catégorie                 | Résultat |
| ----- | ---------- | ------------------------- | -------- |
| 2024  | Dove Award | Film inspirant de l'année | Lauréat  |